# Гохэй

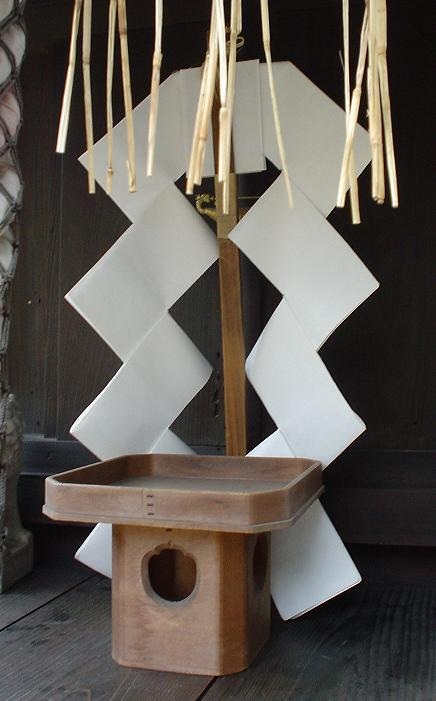
Гохэй

Гохэй (яп. 御幣), онбэ (яп. 御幣), хэйсоку (яп. 幣束) или нуса (яп. 幣) — деревянные жезлы, украшенные двумя бумажными лентами сидэ, используемые в синтоистских ритуалах. Ленты, украшающие жезл, как правило, белые, но могут быть и золотыми, серебряными или сочетать в себе несколько цветов. Священники каннуси и жрицы мико используют гохэй для благословения или освящения в различных ритуалах. Основным назначением гохэй является очищение святых мест, а также очищение или изгнание любых объектов, рассматриваемых как наполненные негативной энергией. В подобных очищающих ритуалах гохэй выполняют ту же роль, что и жезлы онуса. Помимо их обычного использования в очищающих ритуалах, гохэй также могут выступать в роли синтай и служить объектами поклонения.